# Отворени кавез
Отворени кавез је српски филм из 2015. године, дебитантско редитељско остварење Синише Галића, који је заједно са Јеленом Ружић написао и сценарио. Филм је урађен у копродукцији са продуцентима из Немачке. Ово је уједно био последњи филм Ружице Сокић.
Филм је у Србији премијерно приказан 23. јануара 2015. године на филмском фестивалу Кустендорф на Мокрој Гори, у оквиру програма Нови аутори.

## Радња
Ана (Leni Wesselman), млада фоторепортерка из Берлина, путује у Србију да направи репортажу о избеглицама. По доласку у Београд сазнаје да неће моћи да спроведе пројекат како је планирала. Преко таксисте Џекија (Ненад Окановић) упознаје неповерљиву младу избеглицу Мају (Јелена Ракочевић) која ради у оближњем ресторану брзе хране. Маја је незадовољна животом у Србији и сања о новом почетку, негде у иностранству. У покушају да спроведе свој пројекат до краја, Ана тајно почиње да прави прилог о Маји. Заслепљена жељом да побегне из Србије, Маја не увиђа Анине праве намере.

## Улоге
| Глумац            | Улога     |
| ----------------- | --------- |
| Leni Wesselman    | Ана       |
| Јелена Ракочевић  | Маја      |
| Ненад Окановић    | Џеки      |
| Борис Комненић    | Лука      |
| Heiko Pinkowski   | Рајнер    |
| Милан Ковачевић   | Дарко     |
| Ружица Сокић      | Ружа      |
| Јелица Сретеновић | Смиља     |
| Elisabeth Degen   | Рике      |
| Вишња Обрадовић   | Фатинма   |
| Нађа Недељковић   | Мала Маја |